# Teddy Edwards
Teddy Edwards, geboren als Theodore Marcus Edwards, (Jackson, 26 april 1924 - Los Angeles, 20 april 2003) was een Amerikaanse tenorsaxofonist en orkestleider van de blues en modernjazz.

## Carrière
Op 16-jarige leeftijd speelde Edwards als altsaxofonist en klarinettist in Detroit, waar hij Wardell Gray, Hank Jones en Sonny Stitt ontmoette. Later leidde hij zijn eigen bands in Alexandria en in Tampa. In het midwesten was Edwards lid van verschillende bluesbands. In 1945 ging hij van Florida naar Los Angeles en voegde zich daar bij het sextet van de trompettist Howard McGhee. Deze verzocht hem om de altsaxofoon in te ruilen voor de tenorsaxofoon, omdat Edwards als opvolger van de naar de oostkust vertrokken Coleman Hawkins was voorbestemd.
Bij McGhee kwam hij in contact met grootheden als Charlie Parker, Sonny Criss, Hampton Hawes en Dodo Marmarosa. Bij Charlie Parker telde hij spoedig als een van de eerste tenorsaxofonisten van de bop. Toen McGhee in 1947 op tournee ging met Norman Granz, trok hij zich terug en mocht hij met Wardell Gray en Dexter Gordon in december 1947 deelnemen aan een topsessie, die op de platen The Duel en Homin' In werd gedocumenteerd.
Na jobs bij Benny Carter en Gerald Wilson was hij in 1949 voor telkens een jaar huismuzikant in Lighthouse (Hermosa Beach) en in de club Bebop in San Francisco. In 1954 vervoegde hij zich bij het kwintet van Clifford Brown en Max Roach. Na een tweede verbintenis bij Benny Carter leidde Edwards van 1955 tot 1960 zijn eigen kwartet. Leden waren onder andere Leroy Vinnegar en Billy Higgins, maar hij bleef wel verbonden met andere bands.
Edwards deed afstand van enkele tournee-aanbiedingen ten gunste van zijn familie in Californië en daarmee ook van een internationale carrière. Desondanks nam hij van 1959 tot 1962 zes albums op bij Pacific Jazz Records en Contemporary Records, zolang de interesse in bop aanhield aan de westkust. In 1961 werkte hij mee aan Benny Carters album Further Definitions. Vervolgens werkte hij voor de radio- en tv-reclame, daarnaast freelance met Shelly Manne en Nancy Wilson en voor platen van Ray Charles, Julie London, Mel Tormé en Sarah Vaughan. In 1964/1965 trad hij op met het Benny Goodman-orkest tijdens de New Yorkse Wereldtentoonstelling van 1964 en in Disneyland. Naast twee albums onder zijn eigen naam voor Prestige Records ontstond nog een arrangement voor de zangeres Lorez Alexandria.
Vanaf 1975 werkte hij met Milt Jackson en Ray Brown, zijn eigen band en aan talrijke film-soundtracks, waaronder They Shoot Horses, Don't They?. In 1980 ging hij in op het verzoek van de zanger Tom Waits om de soundtrack voor de film One From the Heart (1982) van Francis Ford Coppola op te nemen. Daarna ging hij met hem op tournee naar onder andere Parijs en naar opnamen voor Europese labels. De grote erkenning kwam echter pas aan het begin van de jaren 1990 met Edwards eerste album Mississippi Lad, waarop Tom Waits twee nummers zong. De fans prezen zijn solo-saxofoon met het contrast tussen flair en tekst. Het succes prikkelde hem om voor zijn volgende album Blue Saxophone zelfs composities en arrangementen voor koperblazers en strijkers te schrijven. Zijn laatste album La Villa – Live in Paris voor Verve Records kwam uit in 1995, gevolgd door nog drie soloalbums: Midnight Creeper, Ladies Man en Smooth Sailing.

## Overlijden
Teddy Edwards overleed op 20 april 2003 kort voor zijn 79e verjaardag in Los Angeles aan de gevolgen van prostaatkanker.

## Discografie
- 1946-1948: Steady with Teddy (Cool'N'Blue) met Howard McGhee, Benny Bailey, Dexter Gordon, Hampton Hawes, Dodo Marmarosa, Addison Farmer
- 1960: Teddy's Ready (Contemporary Records/OJC) met Joe Castro, Leroy Vinnegar, Billy Higgins
- 1961: Together Again! (OJC) met Howard McGhee, Phineas Newborn, Ray Brown, Ed Thigpen
- 1961: Good Gravy (OJC)
- 1997: Midnight Creeper (HighNote Records) met Virgil Jones, Richard Wyands, Buster Williams, Chip White
- 2016: The Inimitable Teddy Edwards (Xanadu Records)

- Bibsys: 3070633
- Bibliothèque nationale de France: cb138936006 (data)
- Gemeinsame Normdatei: 1018599096
- International Standard Name Identifier: 0000 0000 8120 9957
- Library of Congress Control Number: n88619686
- MusicBrainz: 8fc3c813-c71e-4e33-9ce8-4e07c7cfe099
- Nationale Bibliotheek van Polen: a0000003511853
- Nederlandse Thesaurus van Auteursnamen: 097316369
- Réseau des bibliothèques de Suisse occidentale: 02-A011339924
- SNAC: w64x5t40
- Système universitaire de documentation: 156724421
- Virtual International Authority File: 42025138
- WorldCat: E39PBJg4jYFvfcXQ4hvvc4KTpP